# 経済ジャーナル
経済ジャーナル（けいざいジャーナル）はサンテレビジョンの経済情報番組。毎週金曜（原則として）22:45 - 23:00に放送されている。
番組は「経済ウィークリー・ひょうご（西暦）」として1989年ごろから放送を開始。15分番組になってから現在のタイトルになった。前半は隔週で神戸新聞経済部記者による経済ニュース解説「こちらデスクです」と、主として兵庫県と大阪府に本拠地を置く企業・団体のトップ（社長・会長など）との対談「トップインタビュー」。後半はクローズアップと題して兵庫、大阪を中心とした経済関連の話題・トピックスを放送する。
司会は角野啓子。
| スタブアイコン | サブスタブ | この項目は、まだ閲覧者の調べものの参照としては役立たない、テレビ番組に関連した書きかけの項目です。この項目を加筆・訂正などしてくださる協力者を求めています（P:テレビ/PJ:放送または配信の番組）。 |